# Psylla ribicola
Psylla ribicola är en insektsart som beskrevs av Loginova 1964. Psylla ribicola ingår i släktet Psylla och familjen rundbladloppor. Inga underarter finns listade i Catalogue of Life.